# Bangi (Khanabad)
Der Bangi (auch Darya-e-Bangi) ist ein linker Nebenfluss des Khanabad im Norden von Afghanistan.
Der Bangi entspringt im Hindukusch im Distrikt Khost wa Fereng im Osten der Provinz Baglan. Er fließt in überwiegend nördlicher Richtung durch das Bergland. Er überquert die Provinzgrenze nach Tachar. Dort passiert er die Distrikte Chal und Bangi und mündet schließlich bei Pol-e Chugha linksseitig in den Khanabad. Der Bangi besitzt eine Länge von 150 km. Er entwässert ein Areal von etwa 4200 km².

## Hydrometrie
Mittlerer monatlicher Abfluss des Bangi (in m³/s) am Pegel Pol-e Bangi
gemessen von 1964 bis 1978